# Marcantonio Colonna (avviso)
Il Marcantonio Colonna è stato un avviso ad elica della Regia Marina.

## Storia
Progettato dal generale ispettore del Genio Navale Emanuele Paolillo come unità di squadra di piccole dimensioni e scarso armamento ma elevata velocità, da impiegarsi anche nelle colonie, il Colonna, impostato nel 1877 nell'Arsenale di Venezia e riclassificato nave da guerra di III classe durante la costruzione, il 1º luglio 1877, venne completato nel 1879.
Nel corso della sua vita operativa l'avviso venne intensamente impiegato sia in acque italiane che nel Mar Rosso. Una volta completata la nave venne assegnata alla squadra permanente: nel gennaio 1881 aveva base a Messina, ed il 20 gennaio scortò, assieme unità corazzate Caio Duilio, Principe Amedeo e Regina Maria Pia, la pirofregata corazzata Roma, che trasportava da Messina a Reggio Calabria i re d'Italia, seguita da 22 piroscafi. Il 12 giugno 1881 il Colonna presenziò al varo, a Castellammare di Stabia, dell'incrociatore Flavio Gioia, trasportando anche parte degli spettatori da Napoli a Castellammare. Ad inizio luglio la nave fu al Pireo, insieme alla Roma, con cui faceva parte della II Divisione.
Nel marzo del 1882 il Colonna lasciò Napoli e venne inviato, a rimpiazzo dell'ariete corazzato Affondatore ed insieme alla pirofregata corazzata Castelfidardo, ad Alessandria d'Egitto, dov'erano in corso disordini nazionalistici. La situazione degenerò poi in moti xenofobi che, l'11 giugno 1882, condussero all'uccisione di diversi occidentali, tra cui anche alcuni italiani, cosa che provocò la fuga dei cittadini stranieri a bordo delle navi da guerra occidentali ormeggiate in porto. Il 9 luglio 1882, durante il bombardamento navale di Alessandria da parte della flotta britannica, il Colonna, al comando del capitano di corvetta Carlo Alberto Quigini Puliga, si spostò nella rada della città, rimorchiando fuori tiro quattro velieri italiani che avevano a bordo gran parte dei 2.000 profughi italiani, e poi, rischiando di essere colpito, tornò più volte nel porto e vi trainò fuori altri mercantili stranieri, che avrebbero potuto essere accidentalmente colpiti. Il 13 luglio l'avviso venne inviato a Porto Said per fare rifornimento di acqua e provviste, trasportandovi inoltre alcuni dispacci.
Nel 1883 la nave, al comando del cav. Francesco Chigi, era aggregata alla squadra permanente del Mediterraneo. Tra l'inizio del 1884 ed i primi mesi del 1885 (periodo in cui vi fu in Italia un'epidemia di colera) la nave stazionò per qualche tempo a Porto Santo Stefano, disimpegnando servizio di vigilanza sanitaria al luogo di contumacia per le partenze verso la Sardegna, poi venne nuovamente assegnata alla squadra permanente, con la quale, nell'agosto 1885, si recò a Cipro, mentre ad inizio novembre prese parte ad esercitazioni nelle acque della Sardegna.
Nel marzo 1886 la nave venne inviata in Grecia. Rientrata in Italia, la nave venne nuovamente mandata nel Levante nel settembre 1887, insieme alla pirofregata corazzata San Martino ed all'ariete torpediniere Dogali, mentre in novembre era in Mar Rosso. Tornato in Italia, l'avviso trasportò da Messina a Reggio Calabria, il 19 ottobre 1889, Benedetto Brin e Gaspare Finali.
Tra il febbraio 1892 e l'aprile 1893 il Colonna svolse servizio di collegamento postale tra Assab e Perim. 
Tra il 7 novembre 1895 ed il 18 maggio 1897 il Colonna fu sottoposto a grandi lavori di rimodernamento nei cantieri di Castellammare di Stabia. Il 23 ottobre 1900 la nave trasportò re Vittorio Emanuele III in visita ai cantieri di Castellammare di Stabia. Il 19 marzo 1901 scialuppe del Colonna e di altre unità, con a bordo reparti armati di marinai, svolsero compiti di vigilanza per il mantenimento dell'ordine pubblico durante un vasto sciopero a Napoli. Nel marzo 1903 il Colonna era nave ammiraglia della I Divisione.
Tra il settembre 1903 e l'aprile del 1904 il Colonna navigò lungo le coste italiane per una campagna in cui avrebbe dovuto verificare la funzionalità delle stazioni radiotelegrafiche dislocate sulle coste dell'Italia. Proprio nel 1904 fu ospite a bordo della nave, che lo trasportò ad Antivari, Guglielmo Marconi, diretto nella città dalmata per inaugurarvi una nuova stazione radio. Nell'agosto di quello stesso anno il Colonna fu protagonista di un riuscito esperimento di trasmissione radio con la corazzata Sardegna, nel porto di Bari.
Nel gennaio 1908 l'avviso, al comando del capitano di corvetta Pio Lobetti Bodoni venne inviato nelle acque dell'Africa Orientale, per una importante missione idrografica sul litorale di Massaua, intervenendo poi sulle coste dell'Arabia, a protezione dei connazionali, toccando tra l'altro Aden, Mogadiscio e le coste del Benadir.
Posto in disarmo il 16 luglio 1912, il vecchio avviso venne radiato il 5 gennaio 1913 e quindi demolito.